# Oláhrákos
Oláhrákos (románul: Rachiș) település Romániában, Erdélyben, Fehér megyében.

## Fekvése
Torockótól délkeletre fekvő település.

## Története
Oláhrákos vagy Rákos nevét 1494-ben említette először oklevél Rakos néven, mint Teremi Sükösd János és fia, Gáspár birtokát. Nevét 1750-ben Rekisel, 1760–1762 között Oláh Rákos, 1808-ban Rákos (Oláh-), 1913-ban Oláhrákos néven írták. A 20. század elején Alsó-Fehér vármegye Nagyenyedi járásához tartozott. 1910-ben 204 lakosából 203 román volt és valamennyi görögkatolikus.